# Leonard Scott
Leonard Scott (* 19. Januar 1980 in Zachary, Louisiana) ist ein US-amerikanischer Leichtathlet.
Scott ist ein 100-Meter-Sprinter, der den Sprung in die US-amerikanische Spitzenklasse 2005 schaffte. Bei den US-amerikanischen Trials für die Olympischen Spiele 2004 in Athen war er über 100 Meter noch Achter. Ein Jahr später qualifizierte er sich als Dritter der US-amerikanischen Meisterschaften für die Weltmeisterschaften 2005 in Helsinki. Dort erreichte er das Finale und wurde mit 10,13 s Sechster. Im Finale mit der 4-mal-100-Meter-Staffel konnte er nicht antreten, da die favorisierte US-amerikanische Staffel bereits im Halbfinale disqualifiziert wurde. Bei den Hallenweltmeisterschaften 2006 holte er im 60-Meter-Lauf die Goldmedaille.
Leonard Scott hat bei einer Größe von 1,81 m ein Wettkampfgewicht von 84 kg.

## Persönliche Bestzeiten
- 060 m – 06,50 s
- 100 m – 09,91 s
- 200 m – 20,34 s

| Personendaten    | Personendaten                          |
| ---------------- | -------------------------------------- |
| NAME             | Scott, Leonard                         |
| KURZBESCHREIBUNG | US-amerikanischer Leichtathlet         |
| GEBURTSDATUM     | 19. Januar 1980                        |
| GEBURTSORT       | Zachary, Louisiana, Vereinigte Staaten |